# Marie Söderqvist
Marie Therese Söderqvist Tralau, född 18 februari 1968 i Vargön, är en svensk företagsledare och ḱommunikatör. Hon har bland annat varit VD för Livsmedelsföretagen, VD för analysföretaget United Minds, krönikör i Expressen, ledarskribent på Svenska Dagbladet, och paneldeltagare i TV4:s Nyhetsmorgon.

## Biografi
Söderqvist är uppvuxen i Vargön utanför Vänersborg. Hon har en fil. kand. från Stockholms universitet och har läst på Poppius journalistskola. Under sin skoltid var hon medlem i Unga örnar, men växlade under sina studier i Stockholm under första hälften av 1990-talet till betydligt mer marknadsliberala och kulturkonservativa åsikter.
Söderqvist har skrivit boken Status – vägen till lycka. Där resonerar hon att människor som har hög social status är lyckliga, alltså blir man lycklig av hög status. Mellan åren 2012 och 2017 var hon VD för Livsmedelsföretagen, en av Sveriges största arbetsgivare- och branschorganisationer som ingår i Svenskt Näringsliv. Som VD för Li satt Marie Söderqvist med i styrelserna för SIK (Institutet för Livsmedel och Bioteknik). Under covidpandemin arbetade Marie Söderqvist på hälsoföretaget WeMind Psykiatri, där hon också är delägare. 
Sedan valet 2022 är hon VD för tankesmedjan EPHI och efterträdde Christofer Fjellner som gick tillbaka till politiken. 

### Familj
Söderqvist var tidigare gift med statsvetaren Johan Tralau.